# スーパーライセンス
スーパーライセンス(Super Licence)は、国際自動車連盟(FIA)が発給するモータースポーツライセンスのクラスの一つ。競技運転者(ドライバー)としてフォーミュラ1(F1)に参戦するためにはこのスーパーライセンスを所持していることが必須条件。モータースポーツライセンスのトップライセンスである。
FIAのF1 Sporting Regulationによれば、スーパーライセンスには「ドライバー」「チーム」(Competitor)「オフィシャル」の3種類が存在するが、本記事ではその中でも特にドライバーライセンスについて解説する。

## ドライバーライセンス
ドライバーがスーパーライセンスの発給を受けるための条件は、FIA国際スポーツ規則補則L項の中で規定されており、2021年現在は以下の条件を満たすことが必要とされている。なお、書面としての「スーパーライセンス」はない。ライセンスは12ヶ月有効であり、下記の条件を満たしていない場合は更新にあたりF1委員会の審査が必要になる。条件を満たしているが発給を受けられなかった場合を考慮し、発給資格は3年間有効とする。
1. FIAの発給する国際A級ライセンスを所持する。
2. 最初のレースに参加する時点で18歳以上であること。または17歳でFIAから特別な許可を受けていること[3]。
2015年に、オランダのF1ドライバーマックス・フェルスタッペン(1997年9月30日生 - )が史上最年少となる17歳166日でF1にデビューしたことで、F1ドライバーのさらなる低年齢化や経験不足を懸念する声があったため、2016年から「下位カテゴリのレース(以下の表に示すレース)に2年以上参戦し、一定のポイントを獲得すること」が追加された。
3. F1のスポーティングレギュレーションのうち、重要な項目に関する知識を問うテストに合格すること。
4. 申請日までの180日以内に、現行のF1車両を用い最低2日間、300km以上の走行テストを実施する。さらにこのテストを実施国のASN(Authority Sport Nationale、自動車連盟のこと)により証明される。
5. 以下のいずれかに該当すること。
  1. 前年のF1世界選手権各大会に5回以上出走している
  2. 過去3年のF1世界選手権各大会に15回以上出走している
  3. 以下の表に示すレース選手権に2年以上(開催レース数の80%)参戦し、年間順位に応じて与えられるライセンスポイントを、3年間で合計40点以上獲得する

※以下は2025年1月現在。
| 選手権                                           | ドライバーズ・ランキング | ドライバーズ・ランキング | ドライバーズ・ランキング | ドライバーズ・ランキング | ドライバーズ・ランキング | ドライバーズ・ランキング | ドライバーズ・ランキング | ドライバーズ・ランキング | ドライバーズ・ランキング | ドライバーズ・ランキング |
| 選手権                                           | 1位                      | 2位                      | 3位                      | 4位                      | 5位                      | 6位                      | 7位                      | 8位                      | 9位                      | 10位                     |
| ------------------------------------------------ | ------------------------ | ------------------------ | ------------------------ | ------------------------ | ------------------------ | ------------------------ | ------------------------ | ------------------------ | ------------------------ | ------------------------ |
| FIA F2選手権                                     | 40                       | 40                       | 40                       | 30                       | 20                       | 10                       | 8                        | 6                        | 4                        | 3                        |
| インディカー・シリーズ                           | 40                       | 30                       | 20                       | 10                       | 8                        | 6                        | 4                        | 3                        | 2                        | 1                        |
| FIA F3選手権                                     | 30                       | 25                       | 20                       | 15                       | 12                       | 9                        | 7                        | 5                        | 3                        | 2                        |
| 全日本スーパーフォーミュラ選手権                 | 30                       | 25                       | 20                       | 15                       | 12                       | 9                        | 7                        | 5                        | 3                        | 2                        |
| FIA フォーミュラE世界選手権                      | 30                       | 25                       | 20                       | 10                       | 8                        | 6                        | 4                        | 3                        | 2                        | 1                        |
| FIA 世界耐久選手権 - ハイパーカー                | 30                       | 24                       | 20                       | 16                       | 12                       | 10                       | 8                        | 6                        | 4                        | 2                        |
| フォーミュラ・リージョナル・ヨーロッパ選手権     | 25                       | 20                       | 15                       | 10                       | 7                        | 5                        | 3                        | 2                        | 1                        | 0                        |
| SUPER GT - GT500                                 | 20                       | 16                       | 12                       | 10                       | 7                        | 5                        | 3                        | 2                        | 1                        | 0                        |
| IMSA スポーツカー選手権 - GTP                    | 20                       | 16                       | 12                       | 10                       | 7                        | 5                        | 3                        | 2                        | 1                        | 0                        |
| フォーミュラ・リージョナル・ミドルイースト選手権 | 18                       | 14                       | 12                       | 10                       | 6                        | 4                        | 3                        | 2                        | 1                        | 0                        |
| フォーミュラ・リージョナル・アメリカズ選手権     | 18                       | 14                       | 12                       | 10                       | 6                        | 4                        | 3                        | 2                        | 1                        | 0                        |
| フォーミュラ・リージョナル・ジャパニーズ選手権   | 18                       | 14                       | 12                       | 10                       | 6                        | 4                        | 3                        | 2                        | 1                        | 0                        |
| フォーミュラ・リージョナル・オセアニア選手権     | 18                       | 14                       | 12                       | 10                       | 6                        | 4                        | 3                        | 2                        | 1                        | 0                        |
| フォーミュラ・リージョナル・インド選手権         | 18                       | 14                       | 12                       | 10                       | 6                        | 4                        | 3                        | 2                        | 1                        | 0                        |
| スーパーカーズ選手権                             | 15                       | 12                       | 10                       | 7                        | 5                        | 3                        | 2                        | 1                        | 0                        | 0                        |
| NASCARカップ・シリーズ                           | 15                       | 12                       | 10                       | 7                        | 5                        | 3                        | 2                        | 1                        | 0                        | 0                        |
| インディNXT                                      | 15                       | 12                       | 10                       | 7                        | 5                        | 3                        | 2                        | 1                        | 0                        | 0                        |
| ユーロフォーミュラ・オープン選手権               | 15                       | 12                       | 10                       | 7                        | 5                        | 3                        | 2                        | 1                        | 0                        | 0                        |
| 全日本スーパーフォーミュラ・ライツ選手権         | 15                       | 12                       | 10                       | 7                        | 5                        | 3                        | 2                        | 1                        | 0                        | 0                        |
| FIA F4選手権                                     | 12                       | 10                       | 7                        | 5                        | 3                        | 2                        | 1                        | 0                        | 0                        | 0                        |
| FIA 世界耐久選手権 - LMGT3                       | 12                       | 10                       | 7                        | 5                        | 3                        | 2                        | 1                        | 0                        | 0                        | 0                        |
| IMSA/ELMS/AsLMS - LMP2                           | 10                       | 8                        | 6                        | 4                        | 2                        | 0                        | 0                        | 0                        | 0                        | 0                        |
| F1アカデミー                                     | 10                       | 7                        | 5                        | 3                        | 1                        | 0                        | 0                        | 0                        | 0                        | 0                        |
| USF・プロ2000選手権                              | 10                       | 7                        | 5                        | 3                        | 1                        | 0                        | 0                        | 0                        | 0                        | 0                        |
| GB3選手権                                        | 10                       | 7                        | 5                        | 3                        | 1                        | 0                        | 0                        | 0                        | 0                        | 0                        |
| NASCARエクスフィニティ・シリーズ                 | 10                       | 7                        | 5                        | 3                        | 1                        | 0                        | 0                        | 0                        | 0                        | 0                        |
| 国際GT3シリーズ                                  | 6                        | 4                        | 2                        | 0                        | 0                        | 0                        | 0                        | 0                        | 0                        | 0                        |
| SUPER GT - GT300                                 | 6                        | 4                        | 2                        | 0                        | 0                        | 0                        | 0                        | 0                        | 0                        | 0                        |
| ドイツツーリングカー選手権                       | 6                        | 4                        | 2                        | 0                        | 0                        | 0                        | 0                        | 0                        | 0                        | 0                        |
| FIA 世界カート選手権 - シニア                    | 4                        | 3                        | 2                        | 1                        | 0                        | 0                        | 0                        | 0                        | 0                        | 0                        |
| FIA 大陸カート選手権 - シニア                    | 3                        | 2                        | 1                        | 0                        | 0                        | 0                        | 0                        | 0                        | 0                        | 0                        |
| FIA 世界カート選手権 - ジュニア                  | 3                        | 2                        | 1                        | 0                        | 0                        | 0                        | 0                        | 0                        | 0                        | 0                        |
| FIA 大陸カート選手権 - ジュニア                  | 2                        | 1                        | 0                        | 0                        | 0                        | 0                        | 0                        | 0                        | 0                        | 0                        |
| 詳細                                             |                          |                          |                          |                          |                          |                          |                          |                          |                          |                          |

- FIA直轄のシリーズでは、参戦中に大きな規約違反を犯さなかった場合、セーフティボーナスポイントとして2点が与えられる[5][6]。
- F1のフリー走行限定ライセンスで出走し、100km以上を走破した場合はボーナスポイントとして1点が与えられる。1週末に1ポイント、最大3シーズンで10ポイントまで加算できる[7]。
- 1年間でポイントシステムに加算可能なポイントは、2018年までは2シリーズまで認められていたが、2019年からは1シリーズのみとなっていた[8]。2024年8月現在では、開催期間が被らない場合は2シリーズまで認められている[9]。またポイントシステム自体も毎年見直しが行われており、同じシリーズでも年によって獲得できるポイントには変動がある。
- ポイントシステムの要件を満たさないドライバーへのライセンス発給が一切認められないというわけではなく、例えば2010年のミハエル・シューマッハのケース(一時引退により3年間のブランクがあった)では「特例としてライセンスを発給するだろう」としている[10]。実際にロバート・クビサに対しては、怪我等のため2010年を最後にF1の実戦から離れておりポイントシステムの要件を満たしていなかったものの、過去の実績及び復帰後のテストでの走行結果から、2017年にライセンス発給が認められている[11]。
- 年度の途中でスーパーライセンスの発給申請がなされた場合、前年までに獲得したポイントに加え当該年度のレースで獲得できる見込みのポイントを考慮に入れることで発給が認められる場合がある。2019年の山本尚貴のケースでは、2016 - 2018年の3年間の獲得ポイントが39点でわずかに基準を満たさなかったものの、同年10月の日本グランプリを前にした状態でスーパーフォーミュラでシリーズランキング5位以内が確定していたことから、2017 - 2019年の3年間での獲得ポイントが43点以上となるとしてライセンスの発給が認められた[6]。
- 2020年にパンデミックを生じた新型コロナウィルスの影響により、同年のポイント獲得機会が減少したことで、2020年を含む直近4年間の内、獲得ポイントが多い3年(非連続も可)の成績を採用する。また、最低30ポイント以上獲得し、FIAから実績や能力を認められた場合もライセンスを獲得出来る救済措置が取られている[12]。
- 2016年のレギュレーション改定では「申請時に有効な自動車の運転免許証を取得していること」という条件が追加されたが、2024年6月の改定で削除された[3]。

### フリー走行限定ライセンス
FIAでは、F1の興行初日(通常は金曜日)のフリー走行でのみF1マシンのドライブが可能な限定ライセンスも発行している。発行に際して、2017年まではポイントシステムの適用がなかったが、2018年からは限定ライセンスについてもポイントシステムの対象となり、初回申請時は「過去3年にF2(旧GP2を含む)で6戦以上出走している、もしくはライセンスポイント25点以上」が必要となる。また2回目以降の申請では「過去3年以内にF2に1シーズン以上フル参戦している、もしくはライセンスポイント25点以上」が要求される。

### 2015年までの条件
1. FIAの発給する国際A級ライセンスを所持する。
2. 以下のいずれかに該当する。
  1. 前年のF1世界選手権に5回以上出走した。
  2. 過去3年のF1世界選手権に15回以上出走した。
  3. 過去にスーパーライセンスを取得したことがあり、前年度にF1チームのレギュラーテストドライバーを務めた。
  4. 過去2年以内にGP2メインシリーズ、GP2アジアシリーズ、スーパーフォーミュラ、F2、F3インターナショナルトロフィーのシリーズランキング3位以内に入賞。
  5. 過去2年以内にインディカー・シリーズでシリーズランキング4位以内に入賞。
  6. フォーミュラ・ルノー3.5(FIAの記述上は「the World Series F/Renault V6」)、F3ユーロシリーズ、もしくはイギリス・イタリア・スペイン・日本のF3のシリーズチャンピオン(当該シリーズの最終戦から12ヶ月以内に限り有効)。
  7. 上記3〜5のいずれにも該当しないが、一貫して一人乗りフォーミュラカーで傑出した能力を証明し続けているとFIAに判断される。この場合、関係するF1チームは、申請の90日前までに、申請者が現行のF1車両で一貫したレーシングスピードで最低300kmを最大2日間で走行し、テストを行った国のASNによる証明を受けたことを示さなければならない。

## 年会費
| 年       | 基本料       | 加算料               | 保険料      | 合計                        |
| -------- | ------------ | -------------------- | ----------- | --------------------------- |
| 〜2007年 | 1,690ユーロ  | 447ユーロ/ポイント   | 2,615ユーロ | 4,305ユーロ+ポイント加算料  |
| 2008年   | 10,000ユーロ | 2,000ユーロ/ポイント | 2,615ユーロ | 12,615ユーロ+ポイント加算料 |
| 2009年   | 10,400ユーロ | 2,100ユーロ/ポイント | 2,720ユーロ | 13,120ユーロ+ポイント加算料 |

※加算料は前年に獲得したポイントが基準となる。
上記のように、前年の獲得ポイントが多いドライバー(好成績のドライバー)ほど年会費(加算料)も高くなるが、ライセンス発給のために必要な年会費が2008年より大幅に値上げされたことで、ドライバーから不満の声が上がっている。2007年度ドライバーズチャンピオンのキミ・ライコネンを例にあげると、2007年(前年は65ポイント)の会費は33,360ユーロ(約530万円)なのに対し、2008年(前年は110ポイント獲得)は約23万ユーロ(約3,600万円)の会費をFIAに納めなくてはならない計算になる。しかも内訳の9割がポイント加算料で占めている。
FIA会長のマックス・モズレーは、当時「2000万ユーロ以上を稼ぐ人間にとって、25万ユーロのライセンス料は決して無謀な支出にはならない」と語り、値上げを正当なものだと主張したが、一方でドライバー側の団体であるグランプリ・ドライバーズ・アソシエーション(GPDA)では、この値上げを不服として、同年のイギリスグランプリにおいて何らかのボイコット行動を起こすことを示唆したりもした(実際にはボイコットは行われなかった)。しかし2009年もさらに値上げが行われたことでGPDAからは強い不満が上がるようになったため、FIAではGPDAとの話し合いの上で2010年以降年会費を値下げする方向で見直すことを発表した。
ちなみに、年会費は建前上ドライバーが自ら支払うことになっているが、実態としては、大抵チームが代わりに支払っている。また、これらの年会費は「FIAによるさらなる安全確保のための資金に充てる」とされているが、具体的な使途を明らかにしていないため、これも不満の声を上げる要因になっている。

## スーパーライセンスを巡る問題
スーパーライセンスの発給の是非は、最終的にFIAのF1委員会の判断で決定されるが、その意思決定プロセスは非公開であり不透明であることから、しばしばライセンスの発給を巡り問題が発生することがある。
過去にライセンス発給を巡って問題になった主な例としては以下のものがある。

### ライセンスが発給されなかった例
- 1979年に、ティフ・ニーデルがエンサインからF1に参戦しようとしたが、成績条件を満たさずライセンス発給を拒否された。
- 1981年に、リカルド・ロンドーニョがエンサインからF1に参戦しようとしたが、危険な運転が原因でライセンス発給を拒否された。
- 1984年、フルビオ・バッラビーオ（英語版）がスピリットからF1参戦が内定し、前年のヨーロッパF2で二度入賞歴があった(最高5位)が、実績不十分であるとしてFISAはスーパーライセンス発給を認めなかった[17]。
- 1985年、アレッサンドロ・ナニーニがミナルディからのF1昇格が内定し、前年のヨーロッパF2で3位表彰台を含む3度入賞歴があったが、実績不十分であるとしてFISAはライセンス発給を認めなかった。ナニーニには1年後の1986年にライセンスが与えられた[18]。
- 1989年8月、エリック・ヴァン・デ・ポールがベルギーGPでコローニとスポット参戦契約を結びF1デビューする予定となったが、国際F3000選手権での成績が不十分としてライセンス発給が認められなかった[19]。
- 1992年に、中谷明彦がブラバムと契約を結ぶが、成績条件不足を理由にFIAからライセンス発給を拒否された。
- 同じく、1992年のブラジルグランプリにおいて、アンドレア・モーダから参戦予定だったペリー・マッカーシーがライセンス不備を理由にレース参戦が認められなかった。これは手続きの不備が原因だった模様(マッカーシーは次戦から参戦が実現したものの、結局予備予選を一度も通過できずに終わった)。
- 1995年に、パシフィックGPと日本GPにパシフィックからスポット参戦する予定だった山本勝巳は、同年全日本F3000選手権に参戦し、ルーキーながら入賞・表彰台獲得にもかかわらず、経験不足を理由にライセンスが発給されなかった[20]。
- 1995年に、同じくパシフィックGPと日本GPにフォルティ・コルセからスポット参戦する予定だった野田英樹が、同シーズン開幕前にシムテックから参戦が決定した際にはライセンスが発給されていたにもかかわらず、ライセンスが発給されなかった[20]。

### 発給対象が問題になった例
- 2001年に、キミ・ライコネンがF3000、F3のカテゴリーを経験することなくザウバーと正ドライバー契約を結んだ。しかし他チームからスーパーライセンスの発給に疑問を出されたため、開幕から4戦限定の仮ライセンスを発給することとなった。ライコネンは開幕戦でいきなり6位入賞するなど実力を見せつけたため、その後正式にスーパーライセンスが発給された。
- 2015年、マックス・フェルスタッペンが史上最年少となる17歳166日でF1にデビューした。在籍国であるオランダの普通自動車免許を取得できないこと(オランダの運転免許取得年齢は18歳)、ヨーロッパF3に1年参戦しただけ(選手権3位)でF1に昇格したことなどから、後のF1ドライバーのさらなる低年齢化や経験不足を懸念する声があがった。彼のキャリアは、2016年から発給条件がより厳格化されたことにも影響を与えたとされている。なおフェルスタッペンの1年目はルーキーオブザイヤーを獲得するなどリザルト自体は良好であったが、経験不足を原因とするミスも目立った[21]。

### スーパーライセンス所有者に起こったトラブル
- 1982年の開幕戦南アフリカGPを迎えるにあたり、スーパーライセンスの発給について「最低3年間は同一チームに留まる」「統括団体を批判する行為の禁止」「契約金額の開示義務」といった条件が加わることを知ったドライバーたちが反発[22]。グランプリ・ドライバーズ・アソシエーション (GPDA)が一致団結してストライキを行い、宿泊先のホテルに籠って出走を拒否した。交渉の末、妥協案が示されレース中止は回避された。
- 1990年にライセンス更新を控えたアイルトン・セナに対して、当時FISA(現在のFIA)会長だったジャン＝マリー・バレストルが更新を渋る姿勢を見せた。自分と同じフランス出身のアラン・プロストに肩入れしていたことや、プロストのライバルであったセナに対し「F3000にでも出たらどうだ」と発言したことについて、F1関係者から「ライセンス更新が政治的に利用されている」と多くの非難があがった。1993年に1年間の休養から復帰したプロストは、新レギュレーションに対する批判的発言を問われてスーパーライセンス発給を断られた(のちに本人が謝罪して認められた)。プロストの後ろ盾であったバレストルは、1991年のFISA会長選でマックス・モズレーに敗れていた。プロストが加入したウィリアムズもエントリー申請の不備問題やハイテク禁止令(1994年より)など、最強チームゆえのチェックを受けていた。
- 2006年サンマリノグランプリで、井出有治(スーパーアグリ)がクリスチャン・アルバース(ミッドランドF1)に衝突する事故が発生した。その原因が井出の「危険な運転」と判断され、彼のスーパーライセンスが剥奪された。これはF1ドライバーがシーズン途中にスーパーライセンスの剥奪処分を受けた初めての事例である。
- 2015年に、オーストラリアGP直前にザウバーとギド・ヴァン・デル・ガルデとの間で起きた契約違反騒動にて、勝訴を勝ち取ったヴァン・デル・ガルデがレース出走のためライセンスの発給を申請したが、予選までに間に合わず出走権を一旦放棄、ライセンス発給申請を継続するもザウバーが申請書類への署名を渋り発給が難航。その後騒動自体が金銭で解決したことから、出走権を失ったヴァン・デル・ガルデにライセンスは発給されなかった。

### ライセンスポイント制に対する反発
2016年に導入されたライセンスポイント制に対し、ドライバーの過度の低年齢化を防ぐという意味で歓迎の声がある一方で、FIA直轄のカテゴリーが必要以上に優遇されているとして、既存のジュニア・フォーミュラの主催者からは反発も出た。これを受けて、FIA直轄でない選手権のポイントが増加し、対象となる選手権が追加されるなどの変更が認められた。それでもなお、各国F3よりもFIA F4の方がポイントが高いなど、一部でカテゴリの格とポイントが逆転している部分が残っている。
そのため、「スーパーライセンスポイント40点以上=スーパーライセンスの発給承認(フリー走行限定ライセンスの場合はライセンスポイント25点以上)」というようなシステムとなったため、スーパーライセンスポイントの基準だけで判断するのは正当なのかと疑問視する声も少なくない。